# Ctenucha marita
Ctenucha marita là một loài bướm đêm thuộc phân họ Arctiinae, họ Erebidae.